# Jean Faulte
Jean Faulte, né à Bruges en 1726 et mort à Bruxelles en 1766, est un architecte néo-classique actif au XVIIIe siècle dans les Pays-Bas autrichiens (qui correspondent partiellement à la Belgique actuelle).

## Biographie
Jean Michel Faulte, né à Bruges le 26 septembre 1726, est baptisé le même jour à la paroisse Saint-Sauveur. Son prénom usuel, qu'il utilise lui même, est Jean, bien que des actes le concernant le nomment parfois Jean Michel ou Michel. Il est le fils de Joannes Baptiste Faulte, mort à Bruges en 1762, et de Gertrudis Anna Verschaegen ou Verschaeven, qui s'étaient mariés à Bruges en 1725. Le père de Jean Michel est très vraisemblablement - même s'il n'y a pas de certitude - Jean Baptiste Faulte, originaire de Deinze, qui fut admis bourgeois de Bruges le 22 février 1734. 
Jean Faulte épouse à Bruges, Notre-Dame, 2ème portion, le 20 octobre 1747, Anne Christine Salieris ou parfois Salières (1730-1803), laquelle lui a donné au moins trois enfants nés à Bruges à savoir Jean Baptiste, né à Bruges, Saint-Sauveur, 2ème portion, le 29 juillet 1749, Anne Pétronille, née à Bruges, Saint-Sauveur 2ème portion, le 12 mars 1751 et Joseph Jean, né à Bruges, Notre-Dame 2ème portion, le 7 novembre 1753. Ils retournent s'établir à Bruges après le décès de leur époux et père. D'après une courte note biographique, Jean Faulte s'était séparé de sa femme et puis se réconcilia avec celle-ci.
Par sa fille Anne Pétronille Faulte, épouse de Joseph Charles de Pau, négociant en vins, Faulte est l'arrière-grand-père de Jules Van Praet, l'un des principaux collaborateurs du roi Léopold 1er.
Jean Faulte meurt à Bruxelles et est inhumé à Notre-Dame de la Chapelle, dans l'église même, le 14 mai 1766.

## Parcours professionnel
Jean Faulte est un architecte néo-classique. Il est commis à la cour de Charles Alexandre de Lorraine, à l'époque des Pays-Bas autrichiens, de 1760 à 1766.
D'après la courte note biographique précitée, il aurait commencé sa carrière comme menuisier, alla à Rome, revint ensuite à Bruges où il exerça l'architecture. 
En fait, ce que l'on sait de son parcours professionnel est plus étoffé. Il suit des cours de dessin et d'architecture à l'Académie des Beaux-Arts de Bruges. Après avoir voyagé en Angleterre et en Italie, il se retrouve à la cour de Charles Alexandre de Lorraine, probablement par l'entremise de son beau-père. Il y est d'abord ébéniste, puis peintre et enfin architecte, prenant la succession de Jan Andries Anneessens. Il reprend les travaux à Tervuren, où il est cité comme directeur des ouvrages en 1757. Il obtient la nomination d'architecte de la cour, avec une première mention en 1760. À Bruxelles, lors de l'édification du palais de Charles de Lorraine, Jean Faulte propose au Gouverneur général une solution originale pour construire une nouvelle résidence sans perdre l'accès aux bâtiments existants : une nouvelle aile peu profonde de style Louis XVI est construite sous son propre toit à deux pans contre l'Hôtel de Nassau.
Barnabé Guimard, entre autres, travaille dans le bureau bruxellois de Faulte d'août 1761 à juin 1766. Selon le comte Cobenzl, patron de Guimard, Jean Faulte a soigneusement gardé son collaborateur talentueux dans l'ombre par jalousie.

## Réalisations
- 1760 : Chapelle palatine du palais de Charles de Lorraine (connue sous les noms de « Chapelle Royale » ou « Église protestante de Bruxelles »)
- 1760-1766 : Palais de Charles de Lorraine (première aile, terminée par Laurent-Benoît Dewez à la mort de Faulte, la deuxième aile étant érigée par Nicolas Roget en 1825)